# Geografía de Etiopía
Etiopía es un país africano situado en el llamado cuerno de África, tiene una extensión 1 127 127 km². No tiene salida al mar desde la secesión de Eritrea en 1993.

## Límites y fronteras
Limita al norte y noreste con Eritrea, al este con Yibutí y Somalia, al sur con Kenia y al oeste y sudoeste con Sudán. Posee un total de 5.328 kilómetros de fronteras terrestres, desglosados del siguiente modo:
- 349km con Yibutí
- 912km con Eritrea
- 861km con Kenia
- 1.603km con Somalia

- 1.606km con Sudán

## Relieve

Topografía de Etiopía

La característica fundamental del territorio es el alto macizo Etíope que forma una meseta central con alturas que oscilan entre los 1800 y los 3000 metros sobre el nivel del mar, lluvioso en general y de tierras fértiles a media altura donde se cultiva café, y otros productos típicos de áreas de clima mediterráneo o subtropical. La meseta decae hacia Sudán y Somalia. La meseta que linda con Somalia es de lluvia irregular y domina el pastoreo.
La fosa central, parte del Gran Valle del Rift, es una de las más áridas de la Tierra y apenas recibe lluvias a lo largo del año.
La máxima altura del país la constituye el monte Ras Dejen con 4533 m s. n. m., ubicado en las montañas Simen. Mientras que el punto más bajo se encuentra en el desierto de Danakil, en la depresión de Afar, al noreste del país, con -125 metros.
En casi todos los lados de la meseta central del macizo etíope, las montañas descienden bruscamente hacia las llanuras formando cadenas montañosas que marcan una clara división geográfica, salvo en el noroeste. En Eritrea, la pared oriental de la meseta discurre paralelamente al mar Rojo desde Ras Kasar hasta Annesley Bay, también conocida como golfo de Zula. Al entrar en Etiopía, la pared de la meseta desciende en línea recta hacia el sur a lo largo de 600km entre los 15ºN y los 9ºN, donde se produce un hundimiento por culpa de la falla del Rift, a través de la cual aflora el río Awash, que fluye hacia el este. Al otro lado del valle, que discurre a 1000m por debajo de la meseta, aparece otra cadena montañosa que sigue hacia el sur, y de la que surge una segunda cadena hacia el este, las montañas Ahmar, que llegan hasta el golfo de Aden.
Las dos cadenas montañosas que cercan el Rift siguen paralelas hacia el sudoeste, formando un amplio valle volcánico, la fosa central, en el que hay una serie de lagos, Chamo, Abaya, Shala, Langano, Abijatta, Ziway, Koka y Basaka (donde nace el Awash), que forman parte de los lagos del Gran Valle del Rift. 
El escarpe sur de la meseta es muy irregular, pero sigue una dirección noroeste y sudeste, llegando por el oeste hasta el lago Turkana y por el sur hasta la Zona Omo Sur. En el sudeste se hallan las montañas Bale, con el parque nacional del Monte Bale, donde nacen los ríos Shebelle y Juba, que se dirigen a Somalia. En estas montañas, separadas de la mayor parte de las tierras altas de Etiopía por la Gran Falla del Rift, destacan la cimas de Tullu Demtu (4377m), Batu (4307m), Chilalo (4036m ) y monte Kaka (3820m).

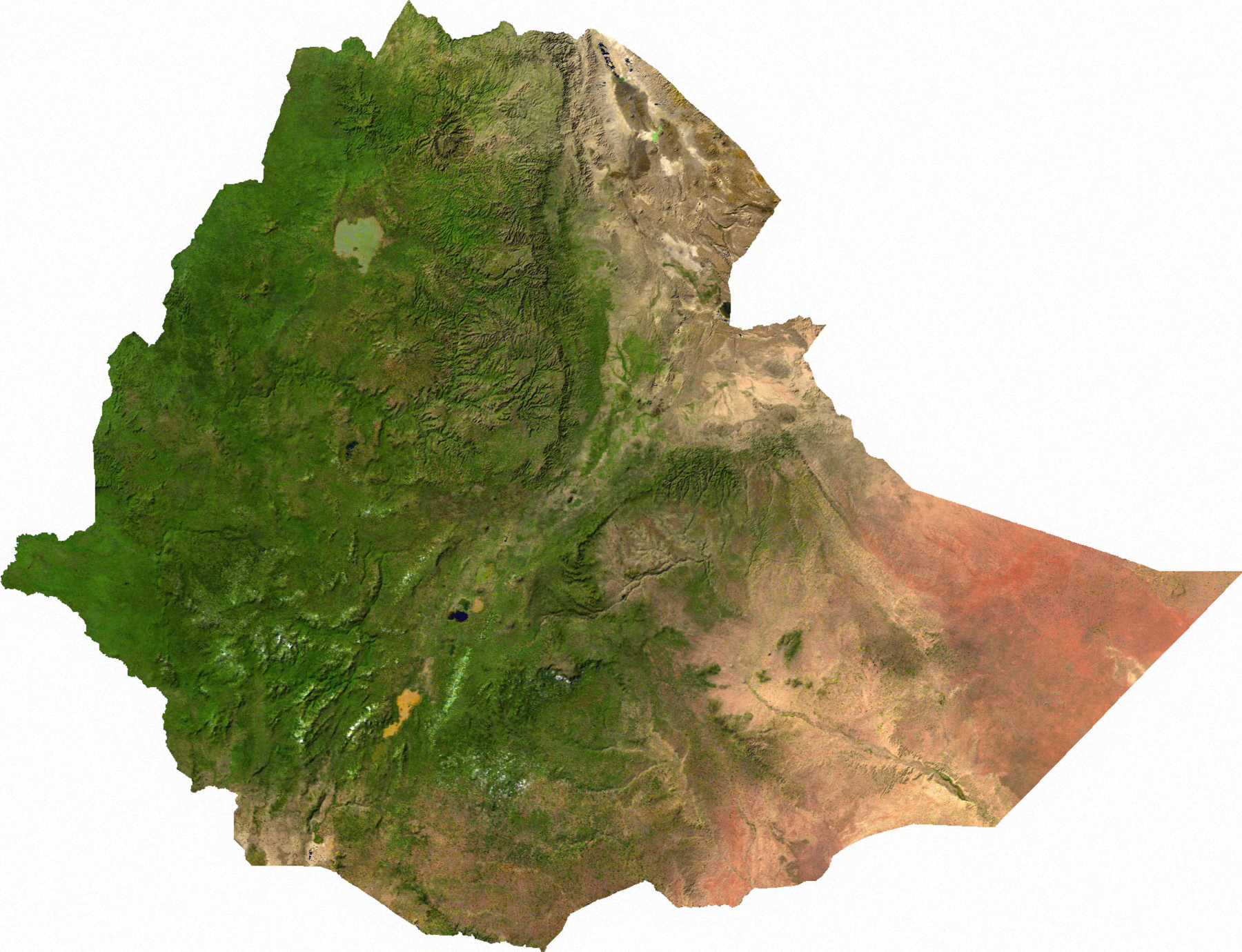
Imagen de satélite de Etiopía

La parte occidental de la meseta cae de forma brusca entre las latitudes 6ºN y 11ºN. Al norte, las montañas descienden suavemente hacia la sabana sudanesa oriental. La parte oriental de la meseta es la mejor definida, con alturas que descienden desde los 2200m e incluso los 2400m sobre la seca llanura, con bruscos desniveles de 1000 a 1500 metros, cortados por estrechos desfiladeros por donde bajan los torrentes que desparecen en las tierras arenosas de Eritrea.
El aspecto físico de las tierras altas es impresionante. La parte norte, entre 10ºN y 15ºN, consiste en una masa de rocas arcaicas con alturas de 2000 a 2200m en cuya depresión central se encuentra el lago Tana. Sobre esta meseta se alzan sierras que alcanzan altitudes de 3700m a 4500m y formas poco corrientes.
En esta meseta son características las enormes fisuras que la dividen, formadas por la erosión del agua, en algunos casos anchas, en otros, de 200 o 300m de anchura y cientos de metros del altura, provocando en muchos casos la formación de colinas aisladas de paredes verticales llamadas ambas. 
Las cimas más altas en la parte norte se encuentran en las montañas Simen, al nordeste del lago Tana, que culminan en el pico de Ras Dashen, de 4550m. Al este y al norte de este se encuentran cimas como el monte Bwahit, de 4437m, Ancua (4462m) y Kidis Yared (4453m). En el extremo norte del país, en la región de Tigray, profundos desfiladeros separan diversos macizos montañosos como el de Gheralta, de arenisca, en cuyas cimas planas se han excavado una treintena de iglesias, aunque no son tan conocidas como las de Lalibela, al este del lago Tana. 
Siguiendo el escarpe oriental se encuentran las alturas de Biala (3810m), el monte Abuna Yosef (4260m) y Amba Farit (4270m). Entre el lago Tana y las alturas orientales se encuentran el monte Guna (4120m) y el Uara Sahia (3960m). Al sur del lago Tana, el monte Choqa o Birhan alcanza los 4100 m de altitud.
Por debajo del paralelo 10ºN, las tierras altas se muestran más como una meseta abierta con menos picos. Aunque hay alturas que alcanzan los 3000 y cerca de los 4000m, la mayor parte del territorio no supera los 2400m, pero el carácter general del territorio es como en el norte, de una meseta ondulada fracturada por gargantas.
Al este de las tierras altas hay una región de tierras bajas desértica que constituye la pradera y matorral xerófilos de Etiopía.

## Hidrografía

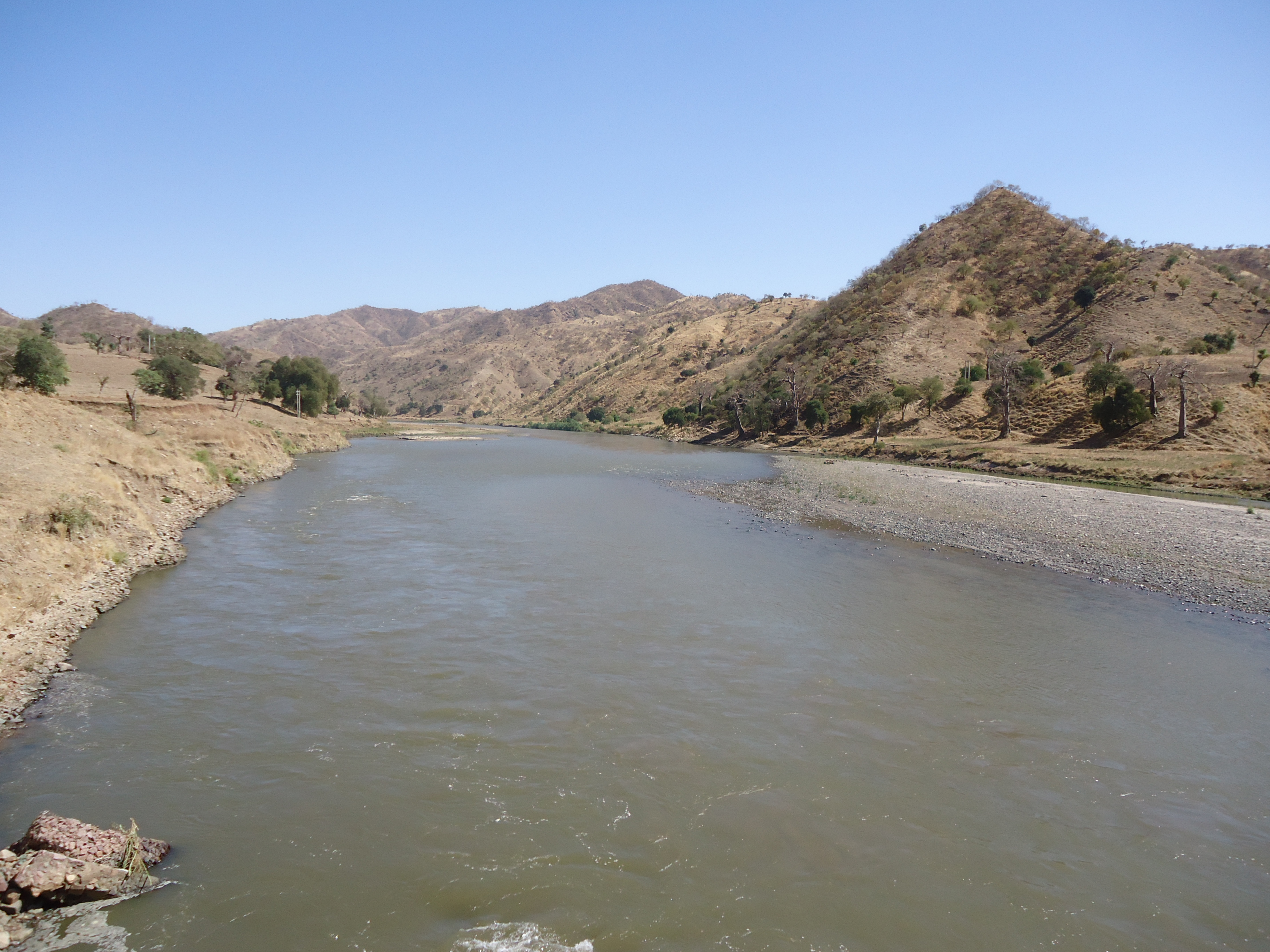
Río Tekezé, en la región de Tigray, en Etiopía

Nilo Azul

La hidrografía está claramente marcada por el paso del río Nilo Azul, en el que confluyen otros de la propia meseta, así como por el monzón. Además, hay diversos acuíferos en la zona alta de la meseta, a diferencia de la zona baja, más árida.
Las lluvias que irrigan las zonas de alturas medias y altas, correspondientes a la zona de influencia del Macizo Etíope, han permitido el desarrollo de una agricultura medianamente generosa y variada, generando condiciones climáticas óptimas para el cultivo, por ejemplo, del café, reconocido mundialmente por su calidad y tradición.

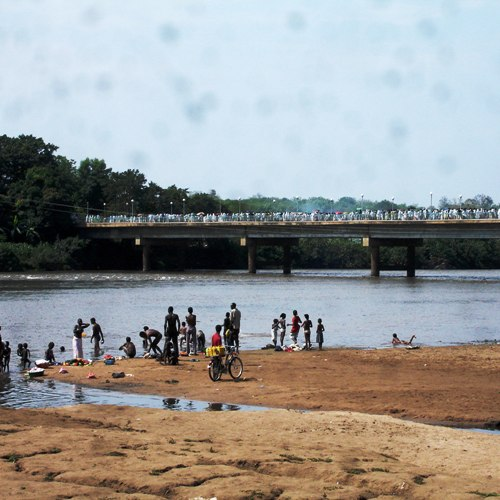
Río Baro en la región de Gambella, en Etiopía

La mayor parte de las tierras altas de Etiopía están inclinadas sobre todo hacia el noroeste. El 85 % del agua dulce del país fluye hacia el río Nilo. Cuatro quintas partes del drenaje se realizan a través de tres ríos, el río Tekezé en el norte, el río Abay en el centro y el río Sobat en el sur. El resto del agua es principalmente drenado por los ríos Awash, el mayor del país, que drena hacia el este y muere en el lago Abbe, en la frontera con Yibuti; el Shebelle y Juba, que discurren hacia el sudeste y atraviesan Somalia, donde se unen antes de desembocar en el océano Índico, y el río Omo, que discurre hacia el sur y desemboca en el lago Turkana, cerca de la frontera con Kenia.
El río Tekezé es el afluente principal del río Atbara; nace en la meseta central, desciende desde 2100 a 750 m mientras fluye hacia el noroeste por una tremenda garganta donde se ha construido el embalse de Tekezé. Luego forma frontera entre Eritrea y Etiopía y se adentra en Sudán. El río más septentrional que desemboca en el Nilo es el río Mareb, seco la mayor parte del año, que forma otro tramo de la frontera con Eritrea y se adentra en Sudán por el estado de Kasala. 
El río Abay o Nilo Azul, nace en el lago Tana, pero uno de los ríos que desembocan en el lago también se considera río Abay, el llamado Abay Menor (curso alto del Nilo Azul), que nace cerca de Gish Abay, considerada mucho tiempo la fuente sagrada del Nilo, descubierta por el explorador español Pedro Páez en 1618, al sudoeste del lago Tana; recorre unos 110 km antes de desembocar en el lago, muy cerca de donde el lago (2800 km² y una profundidad de hasta 75 m) desagua por el sur en lo que ya se llama Nilo Azul, pero también Abay, y sigue una curiosa trayectoria: primero sudeste, luego sur, oeste y finalmente noroeste hasta Jartún, formando un arco completo.
El Abay o Nilo Azul tiene muchos afluentes: el río Bashilo, con un imponente cañón, el Jamma, el Muger, el Didessa, el más largo, el Debus, el Beles, el Rahad y el Dinder.
El río Sobat tiene por afluentes a los ríos Baro y Pibor, que al unirse toman el nombre de Sobat, y los ríos Gilo y Akobo, que desembocan en el Pibor.

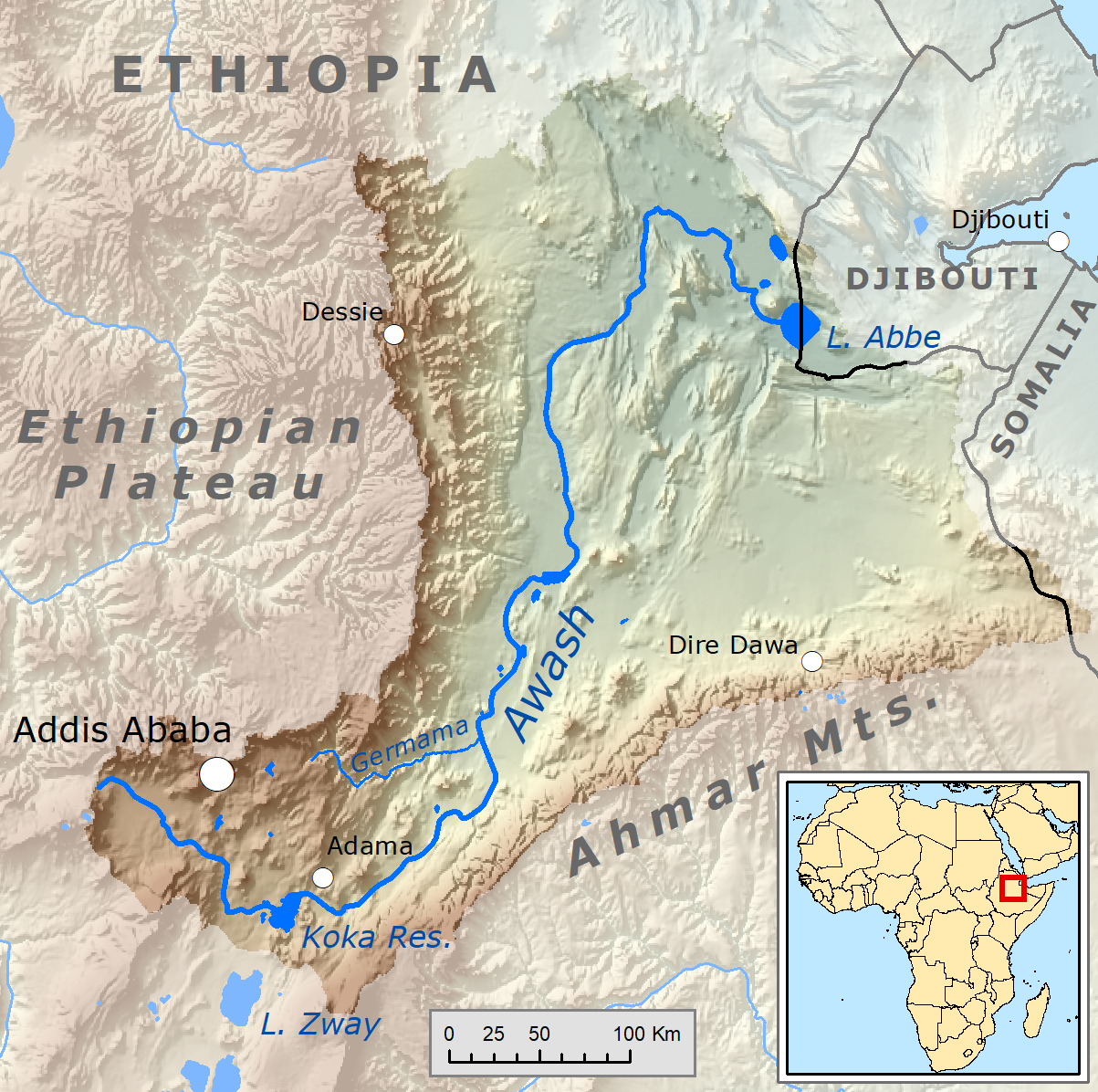
Río Awash, en Etiopía

El río más importante de Etiopía es el río Awash (o Awasi), que nace en las tierras altas de Shewan y realiza un viaje semicircular primero, corto, hacia el sudeste, forma el embalse de Koka y recibe el agua del lago Basaka, en el Rift, y luego sigue hacia el nordeste. Alcanza la depresión de Afar a través de una brecha en el escarpe oriental de la meseta, después de la cual recibe a su principal afluente, el río Germama y se dirige en línea recta hacia el golfo de Tadjoura. En ese momento, el Awash es una corriente de casi 60 m de anchura y 1,2 m de profundidad, que asciende hasta los 15 o 20 m en época de lluvias inundando muchos kilómetros de la planicie que lo rodea. Después de 800 km alcanza el lago endorreico de Abbe, en la frontera con Yibuti, a unos 100 km del golfo de Tadjoura. En esta depresión lacustre por debajo del nivel del mar, llena de lagos tan salados que están rodeados de incrustaciones salinas, el río desaparece.
Otra extensión lacustre se extiende desde las alturas de Shoan, al sur de Addis Abeba, en dirección sudoeste hasta la depresión de Samburu, donde se halla el lago Turkana, en la falla del Rift en sentido inverso a los del río Awash. Algunos lagos tienen agua fresca, otros agua salobre, algunos están cerrados, otros conectados por cortos canales. De norte a sur destacan los lagos Ziway, Abijatta y Shala, que forman parte del parque nacional de Abidjatta-Shalla, Langano, al este de los anteriores, Awasa, Abaya, Chamo y ya en la frontera con Kenia, el Chew Bahir, completamente cerrado y a solo 550 m de altitud.
El lago Turkana, cuyo extremo septentrional entra en Etiopía. recibe las aguas del río Omo, que nace en las tierras altas de Shoan y tiene numerosos afluentes. Nace a 2500 m de altitud, recorre 600 km y desemboca a 500 m en el lago. Los ríos Shebelle y Juba, que nacen en las montañas Bale, del macizo etíope, tienen la mayor parte de su recorrido en Somalia.

### Proyectos hidroeléctricos y embalses

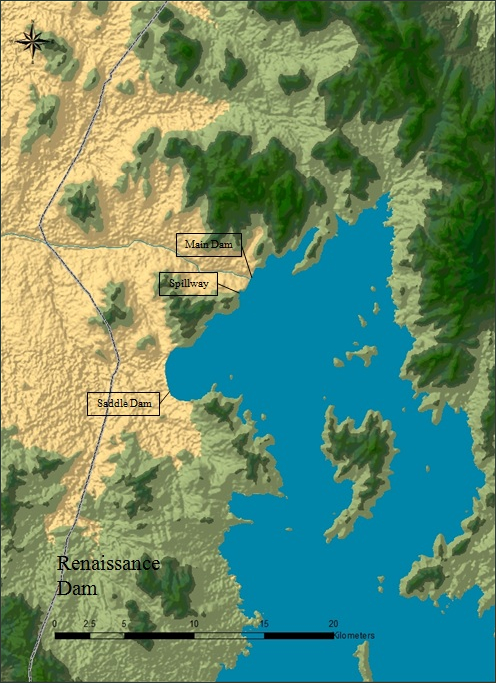
Proyecto de la Presa del Renacimiento en Etiopía

Etiopía es conocida como el castillo de agua de África, debido a que el agua que cae en el macizo etíope es compartida por varios países. Sus recursos están siendo ampliamente explotados en embalses, presas hidroeléctricas y regadío. Muchas de las presas se usan para producir energía eléctrica y al mismo tiempo para regadío, controlar las crecidas y para agua potable. En cualquier caso, la energía hidroeléctrica es la más importante. 
Hay al menos media docena de presas hidroeléctricas en funcionamiento, con potencias que no superan en mucho los 100 MW, pero lo realmente importante son las que están en construcción, entre las que destaca la presa del Renacimiento (GERD, Grand Ethiopian Renaissance Dam) en el Nilo Azul, que cuando se inaugure próximamente producirá 6000 MW y creará un embalse de 1874 km², por lo que han surgido problemas con Egipto en caso de retener un agua con la que cuenta este país. La constructora es Salini Impregilo, que tiene otro gran proyecto en Etiopía con el embalse de Koysha (119 km² y 2160 MW), en el río Omo.

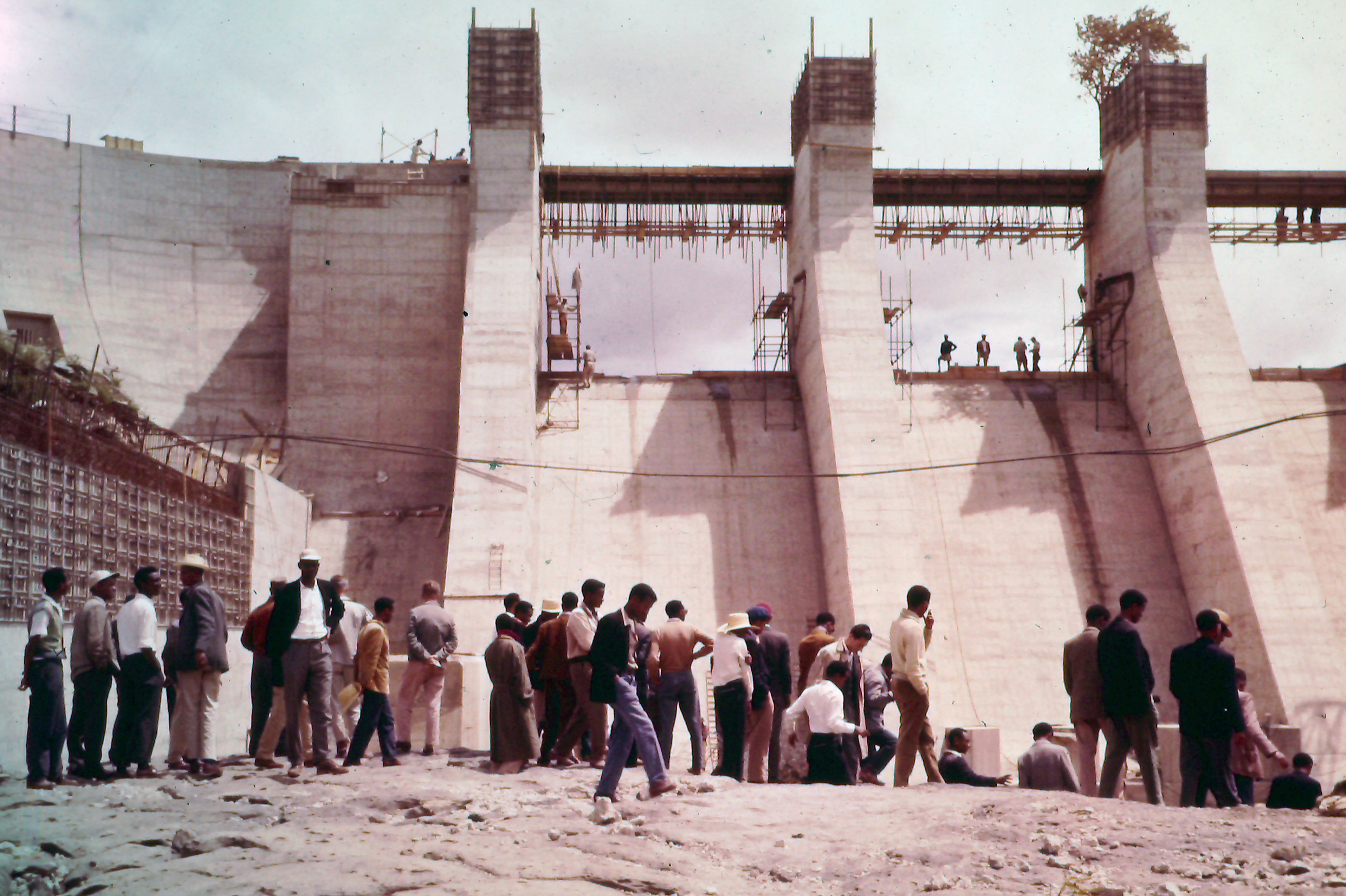
Construcción de la presa de Koka, en 1960

Destaca asimismo el proyecto hidroeléctrico de Gibe III, con la inauguración en diciembre de 2016 del embalse de Gilgel Gibe III (1870 MW y 210 km²), que forma parte de un sistema en cascada de presas hidroeléctricas en el río Gilgel Gibe (afluente del río Gibe y este del río Omo). El sistema empieza con el embalse de Gilgel Gibe I (184 MW), que alimenta por un túnel la central hidroeléctrica de Gilgel Gibe II (420 MW), sigue con el embalse de Gilgel Gibe III y terminará con las previstas Gibe IV (1472 MW) y Gibe V (560 MW).
Otros embalses más pequeños son el del lago Chomen (100 MW), el del lago Koka (180 km², para control de las inundaciones y la pesca), la central hidroeléctrica de Melka Wakena (153 MW), en el río Shebelle, el embalse del Tekezé (300 MW y control de inundaciones) y el embalse de Tendaho, en el río Awash, para regadío, sobre todo de caña de azúcar en la región de Afar.

## Clima

Mapa de climas de Etiopía según la clasificación de Köppen

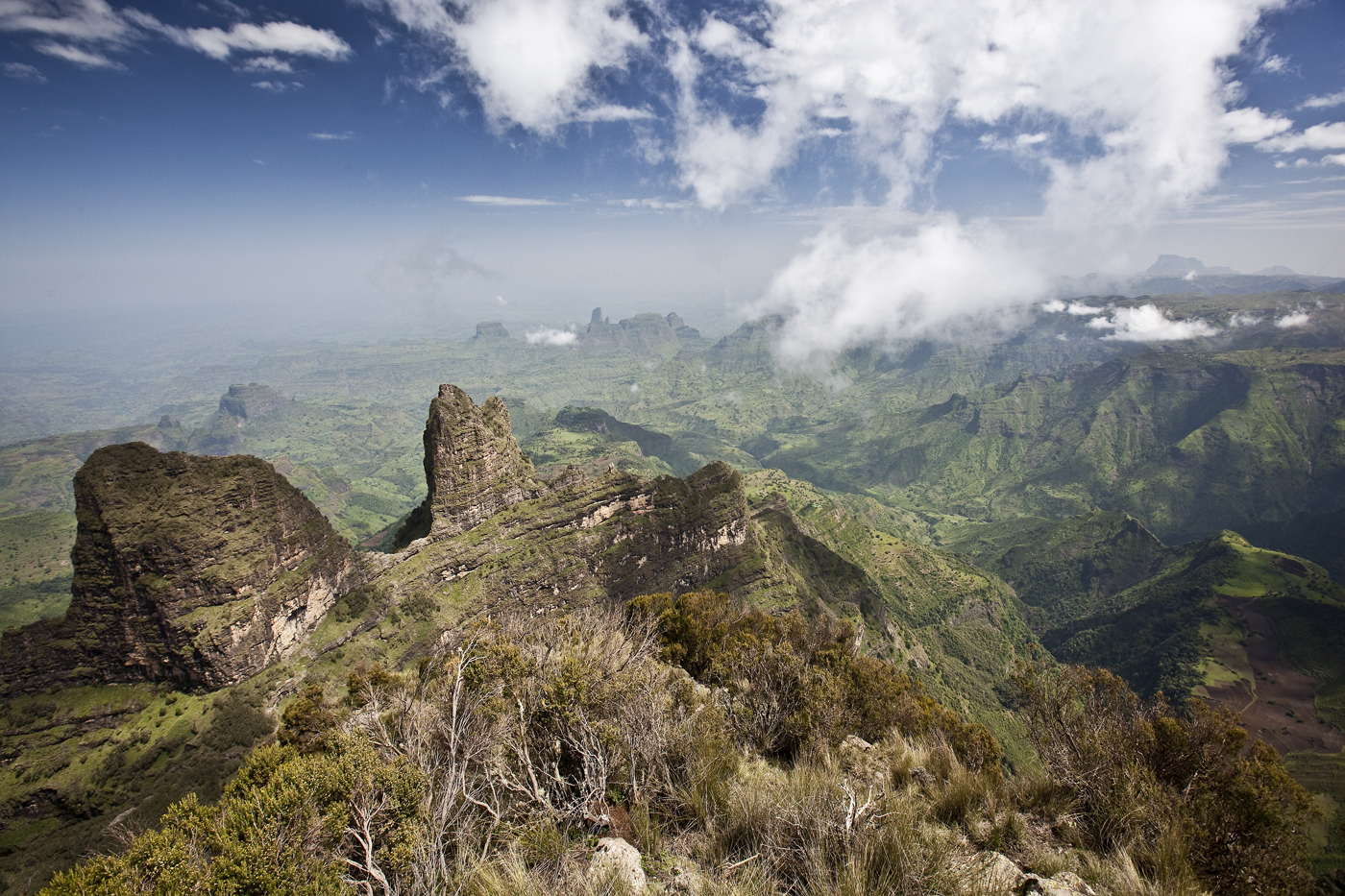
Montañas Simen, al norte de Etiopía

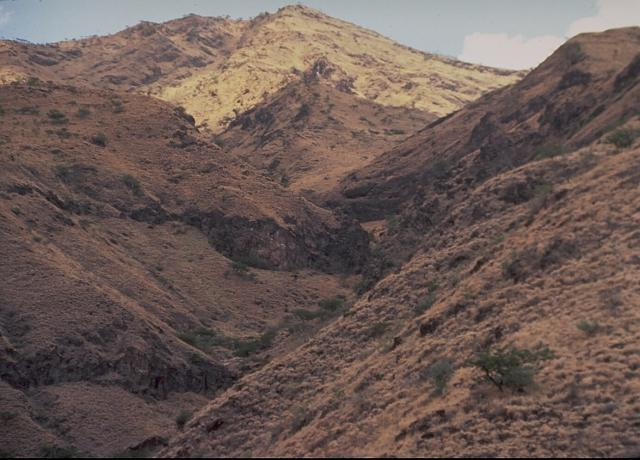
Monte Ayelu, en el extremo sur de la depresión de Danakil.

El clima es templado en la meseta y cálido en las zonas bajas. En Adís Abeba, en la meseta, con alturas entre 2200 u 2600 m, la temperatura máxima es de 26 °C y la mínima de 4 °C, con una precipitación de 1257 mm anuales en 87 días, sobre todo entre junio y septiembre. En general, el clima de Etiopía varía mucho según la región.
Ogaden y la depresión de Danakil en la región de Afar, al sudeste de Etiopía, tienen un clima cálido, seco y soleado, desértico y semi-desértico. La cuenca inferior del río Sobat, al nordeste, tiene un clima pantanoso y propicio para la malaria. Sin embargo, excepto estas regiones orientales, la mayor parte del país, incluidas las tierras altas de Oromía, tienen un clima agradable. El país se encuentra enteramente en los trópicos, pero su cercanía al ecuador queda compensada por la altitud. En los valles profundos del río Tekezé y el Nilo Azul, por debajo de 1200 m de altitud, el clima es tropical y propicio para la malaria.
En las tierras altas, el aire es frío y vigorizante en verano. Las medias de temperatura oscilan entre los 15 °C y los 25 °C. En la alta montaña, el clima es alpino. En las mesetas, el aire es tan diáfano que se distinguen objetos a gran distancia. 
Más allá de la altitud, se distinguen tres estaciones: el invierno, de octubre a febrero, seguido de un periodo seco y cálido, hasta mediados de junio, en que empieza la temporada de las lluvias (llamada kiremt), con máximos en julio y agosto en la cuenca del río Tekezé. Las lluvias afectan principalmente a las mesetas y las laderas orientadas al sudoeste. El sudeste, la región desértica, tiene dos periodos cortos de lluvia, de marzo a mayo, y de octubre a noviembre, aunque algunos años no se producen.
En la meseta etíope, las lluvias oscilan entre los 1000 y los 2200 mm, causadas por aguaceros y tormentas de tarde y noche. Las lluvias son más intensas hacia el oeste. En Gore caen 2100 mm y en Jima caen 1500 mm, con más de 100 mm entre abril y septiembre. Más al norte, en Gondar, caen 1100 mm. En Bahir Dar, al sur del lago Tana, a 1800 m de altitud, caen 1400 mm, de ellos 430 mm en julio. Al este de la meseta, en Harar, caen 860 mm.
Los monzones empiezan el norte y se dirigen hacia el sur. En la cabecera del río Sobat, la lluvia empieza antes y acaba después. Las zonas áridas rodean la meseta, más estrechas en el oeste y más anchas al este y sudeste, desde el lago Turkana hasta la frontera con Somalia. En Gode, en la región de Ogaden, caen 245 mm en 23 días, entre marzo y mayo, y entre septiembre y noviembre, con medias máximas de 37 °C antes de las lluvias y mínimas de 20 °C. En Dire Dawa, más al norte, caen 670 mm en 50 días. El desierto de Danakil, en el nordeste, está considerado uno de los lugares más cálidos del mundo, con medias de 40 °C.
La estación de las lluvias es de gran importancia en Etiopía pues afecta al valle del Nilo. las previsiones relacionadas con el cambio climático indican un aumento de las temperaturas en la región y lluvias cada vez más escasas e imprevisibles, especialmente cuando se produce el fenómeno de El Niño. La región somalí es la más afectada.

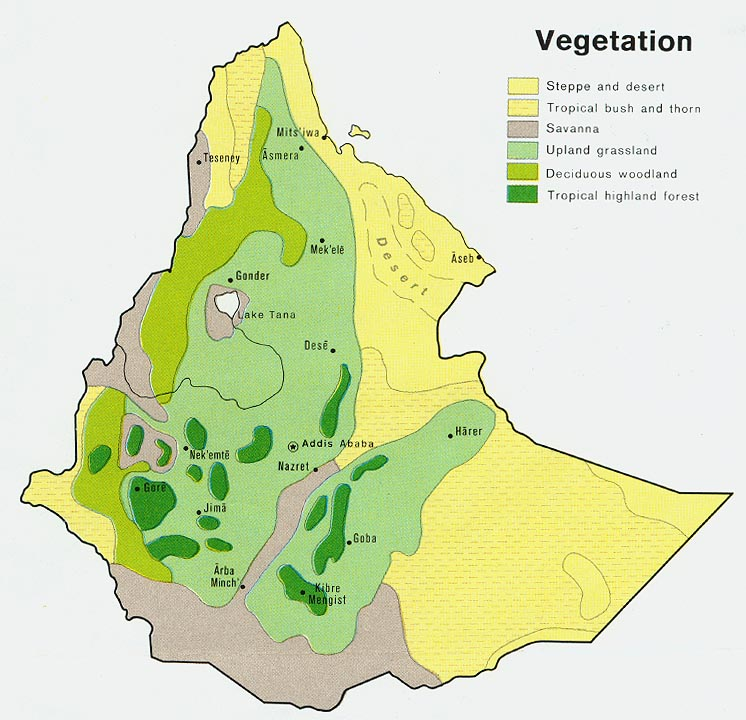
Mapa de vegetación de Etiopía; en amarillo, estepa y desierto; en amarillo con rayas, arbustivo; en gris, sabana; en verde claro, praderas de tierras altas; en verde medio, bosque caducifolio, y en verde oscuro, bosque tropical de tierras altas.

## Flora y fauna
En un día de viaje, en Etiopía se puede pasar de condiciones tropicales a condiciones alpinas, con una gran diversidad de flora y fauna.

### Flora

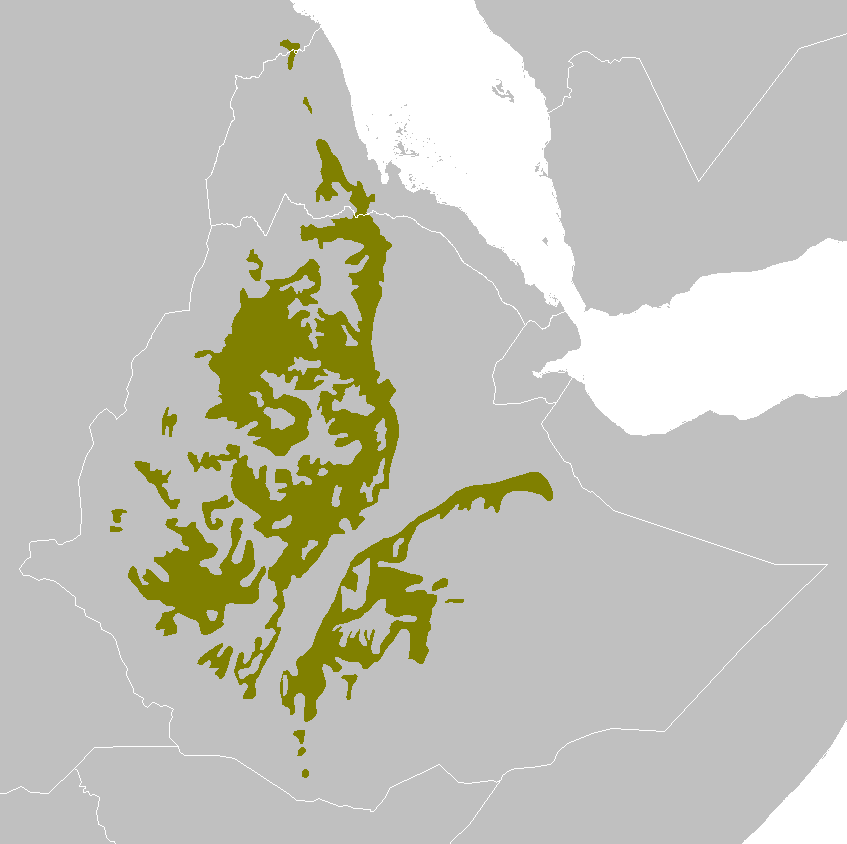
Ecorregión de pradera montana y monte alto de Etiopía

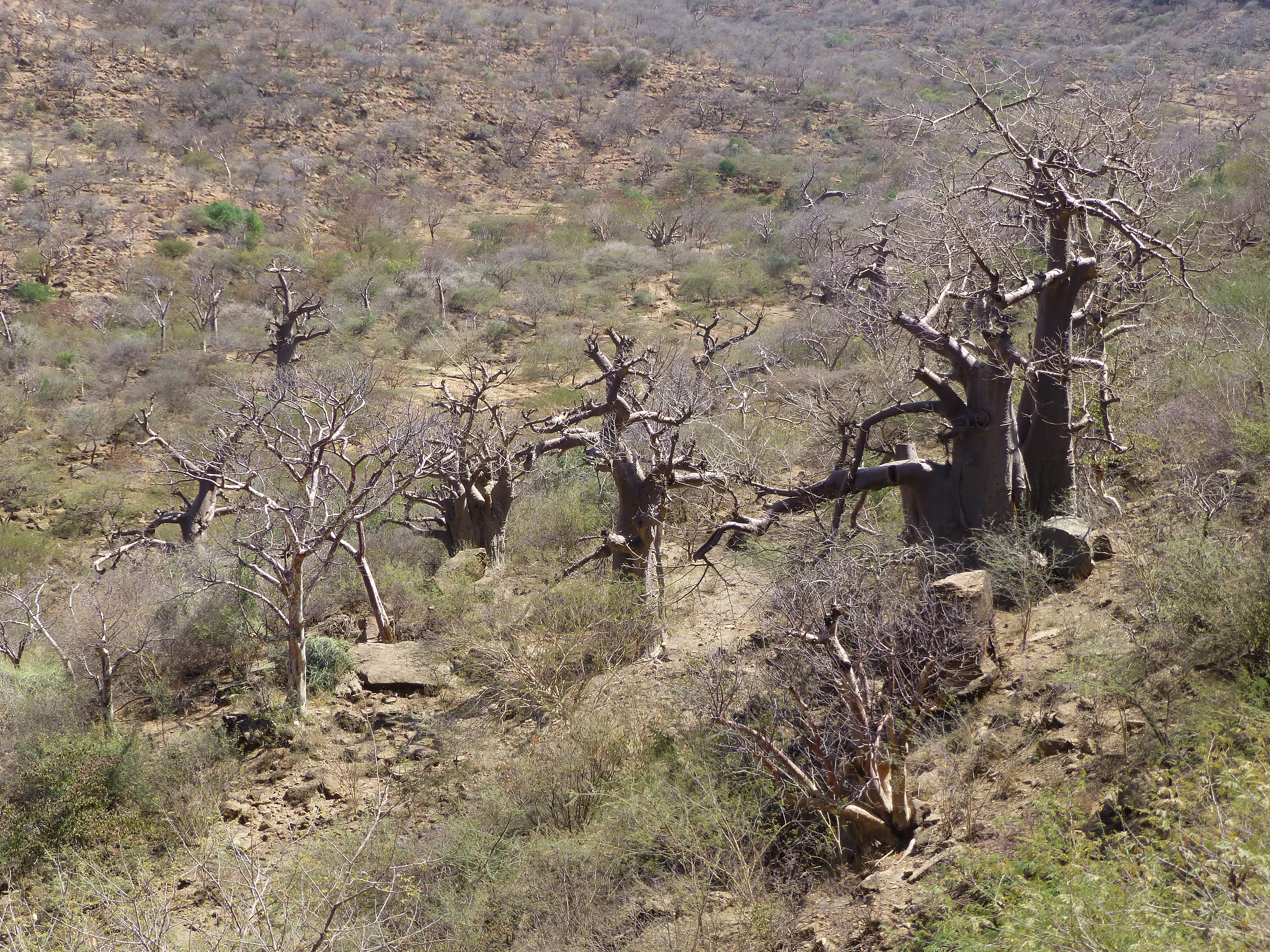
Baobabs en Tigray, norte de Etiopía

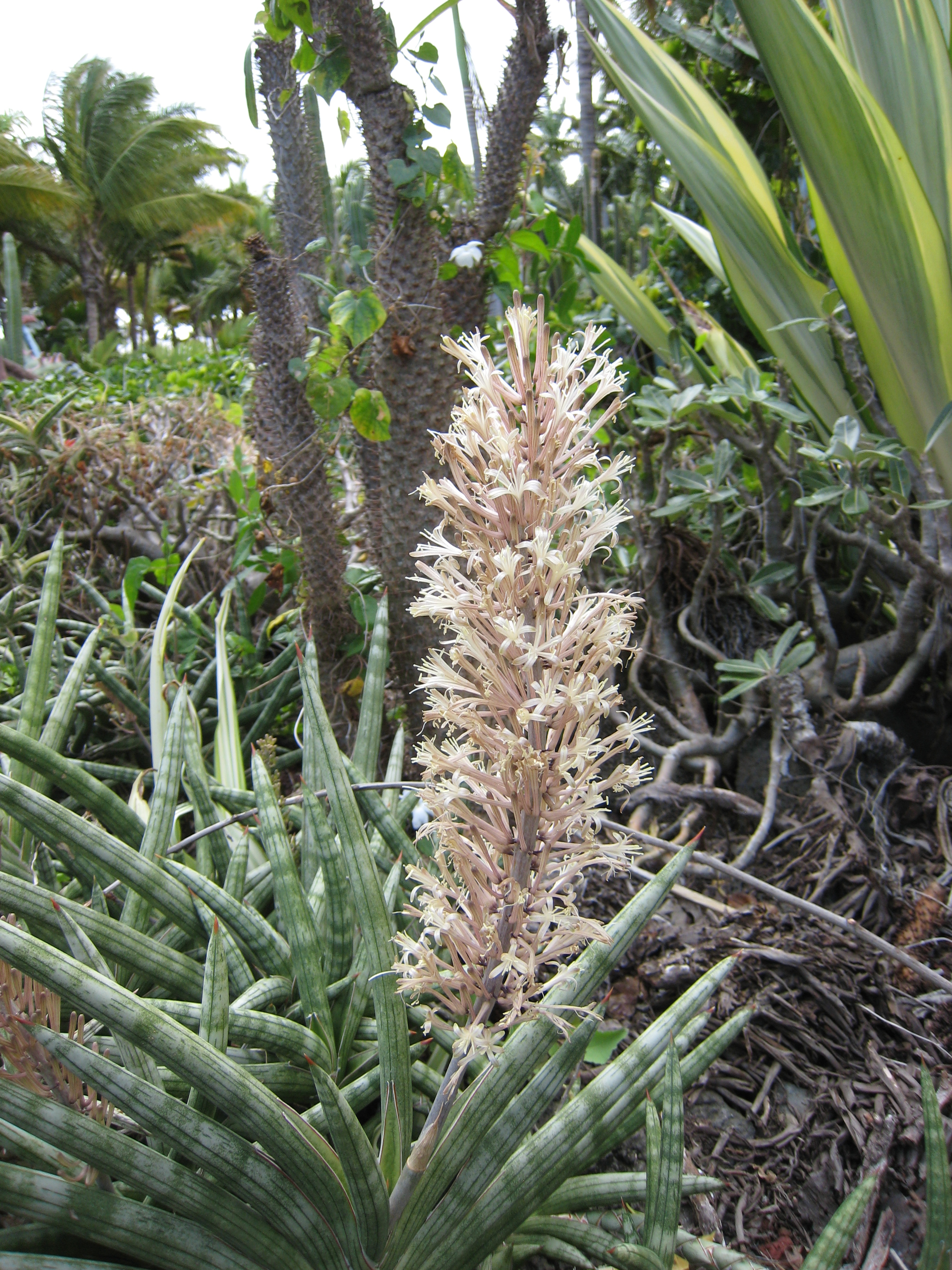
Sanseviera suffruticosa

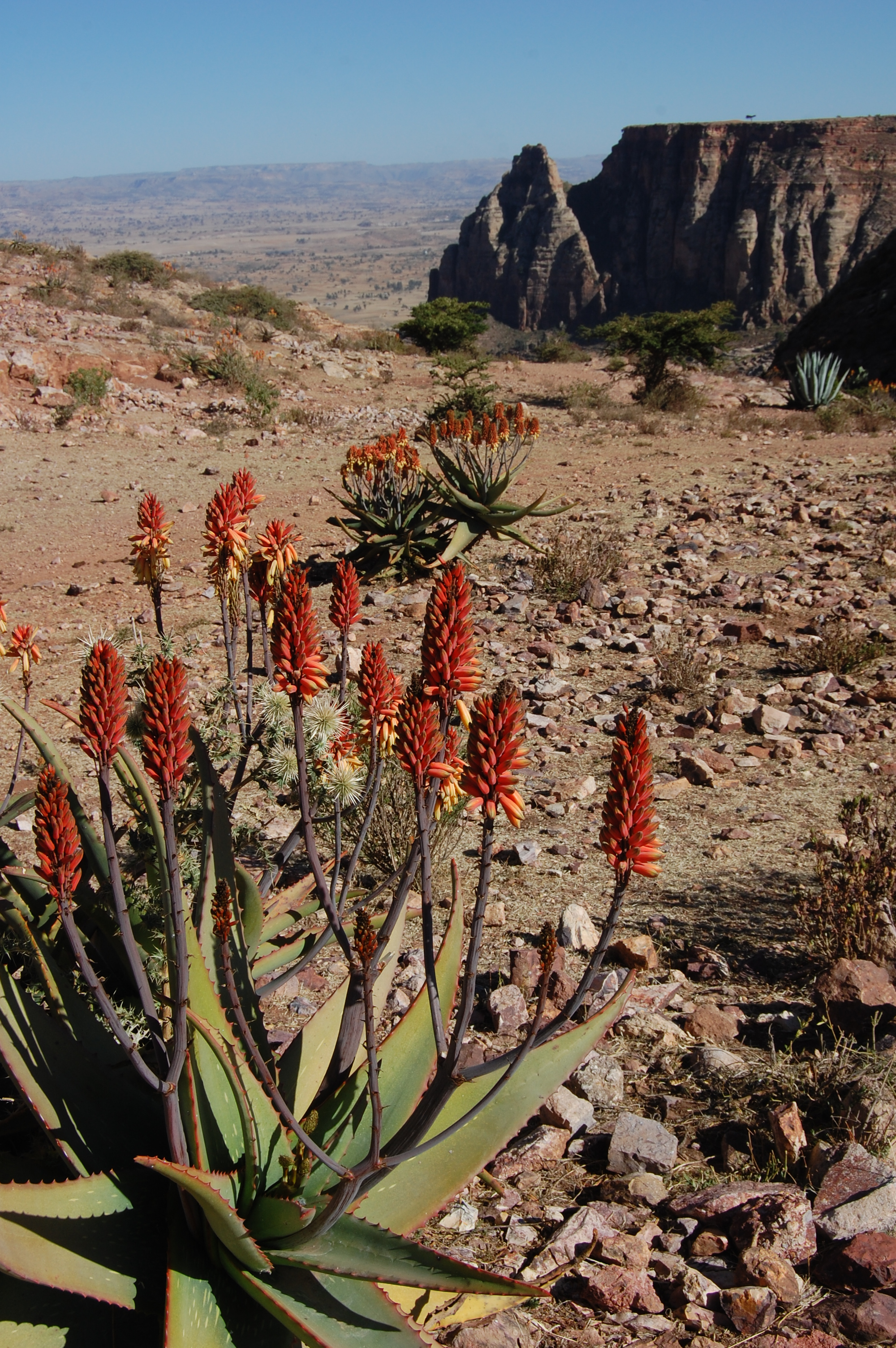
Aloe en una zona desértica de Etiopía

En el macizo etíope, entre los 1100 y los 1800 m de altitud, en los valles, cañadas y barrancos, la vegetación es densa. Aquí se encuentra la selva montana de Etiopía, muy diversa, con lluvias de 600 a 1500 mm entre mayo y octubre con vientos del sudoeste, y el resto del año con nieblas traídas por los vientos del mar Rojo. Las temperaturas oscilan entre los 12 y los 24 °C. Una parte de la gran variedad de plantas y animales está amenazada por el hombre, ya que en esta región predominan las granjas y está poco protegida, salvo en los parques nacionales y en el Santuario de elefantes de Babile, con 7000 km², al sur de Harar. Por encima se encuentra la pradera montana y monte alto de Etiopía entre los 1800 y los 3000 m de altitud. El aspecto general de la meseta es de un campo desnudo con árboles y matorrales aislados y frágiles. 
Ambas regiones, la selva montana y las praderas y bosques de montaña, ocupan cada una más de doscientos mil kilómetros cuadrados en Etiopía. Por encima de los 3000 m se encuentra el páramo montano de Etiopía, unos 25 000 km² repartidos por el país, con dos especies importantes en claro peligro de extinción, la cabra montés de Etiopía (Capra walie), en gravísimo peligro de extinción, y el nyala de montaña (Tragelaphus buxtoni).
En los bosques húmedos crecen epífitas de los géneros Canarina, Scadoxus y orquídeas, así como helechos gigantes de los géneros Platycerium y Drynaria. En las zonas secas crecen acacias, arbustos espinosos del tipo Commiphora, algunas de cuyas especies producen la mirra, especies suculentas de Euphorbia y aloe.
Entre las muchas variedades de árboles y plantas se encuentran la palmera datilera, la mimosa, el acebuche, sicomoros gigantes, enebros y laureles; la mirra y otros árboles aromáticos, retorcidos y atrofiados, florecen más en las colinas orientales; el pino, el naranjo, la lima, el granado, la pera, el albaricoque, el plátano y otros frutales; la uva, la zarzamora, la frambuesa, el algodón y ocasionalmente la caña de azúcar. En el sur hay grandes bosques de árboles madereros y el café es originario del antiguo reino de Kaffa, del cual ha obtenido el nombre, al sudoeste, cerca del río Omo.
Cerca de Addis Abeba, la capital, rodeada de campos de cereales y plantaciones de eucaliptos, se encuentra el Bosque nacional de Menagesha Suba, 25 km² de enebros gigantes y Afrocarpus gracilior, creado por el emperador Zara Yaqob en el siglo XV. Termina a 3365 m en el monte Wechecha, un volcán extinto. Contiene una colonia de guerezas abisinios, antílopes jeroglífico y babuinos de Anubis.
Hay muchas clases de gramíneas y flores en las zonas altas. Grandes áreas están cubiertas de hagenia, una rosácea que crece de 2,5 a 3 m y tienen abundantes flores en panículas, muy apreciadas, junto con las hojas, por sus propiedades medicinales, que dan lugar a una droga denominada kosso, un antihelmíntico contra la solitaria del cerdo. En las mesetas se cultivan gran variedad de cereales y verduras. Una planta fibrosa, conocida como Sansevieria, crece en las regiones semidesérticas del norte y el nordeste.
Las zonas bajas del país están cubiertas por diversos tipos de sabanas. La sabana de acacias del Sahel en el noroeste, que ocupa todo el Sahel hasta Senegal, entre 200 y 400 m de altitud. La sabana sudanesa oriental, en el oeste, al sur de la anterior, también seca y con acacias. Al sur de esta se encuentra la sabana arbustiva de Kenia, en el sudoeste, también poblada de acacias y un mayor número de especies al ser más húmeda. Aún más húmeda y al sur de esta se encuentra el mosaico de selva y sabana de la cuenca del lago Victoria, que se extiende por Uganda y el Congo. Al este se encuentra la sabana arbustiva de Somalia, en el valle del Rift, muy seca, que se extiende por toda Somalia y limita al norte con la pradera y matorral xerófilos de Etiopía, muy calurosa y seca, que incluye la depresión de Danakil, con especies como el drago. Aun se encuentra en una estrecha franja en la frontera de Kenia la pradera y matorral xerófilos masáis.
La región de Benishangul Gumuz, en el oeste de Etiopía posee todavía amplias zonas de vegetación virgen. Esta zona está cubierta de bosques en un 60 % debido a su aislamiento e inaccesibilidad y a la baja densidad de población (10,9 hab/km² contra 57,7 de media en el país, aunque debido al rápido crecimiento, en 2030 se igualará). El tipo de vegetación se conoce como Undifferentiated woodlands (terreno boscoso indiferenciado tipo Etíope), una transición entre las mesetas afromontanas, al este, que albergan un complejo mosaico de distintos tipos de vegetación, y la región fitogeográfica sudanesa, al oeste. Este tipo de vegetación se quema anualmente y muchas especies están adaptadas al fuego.

## Áreas protegidas de Etiopía
Según la IUCN, en Etiopía hay 104 zonas protegidas, que ocupan 200 074 km², el 17,62 % del territorio, y de éstas 34 834 km² con una gestión controlada. En total, hay 13 parques nacionales, 8 reservas naturales, 4 santuarios de la naturaleza, 18 áreas de caza controladas y 58 bosques nacionales prioritarios. Además, hay 2 reservas de la biosfera de la Unesco y sitio patrimonio de la Unesco.

### Parques nacionales

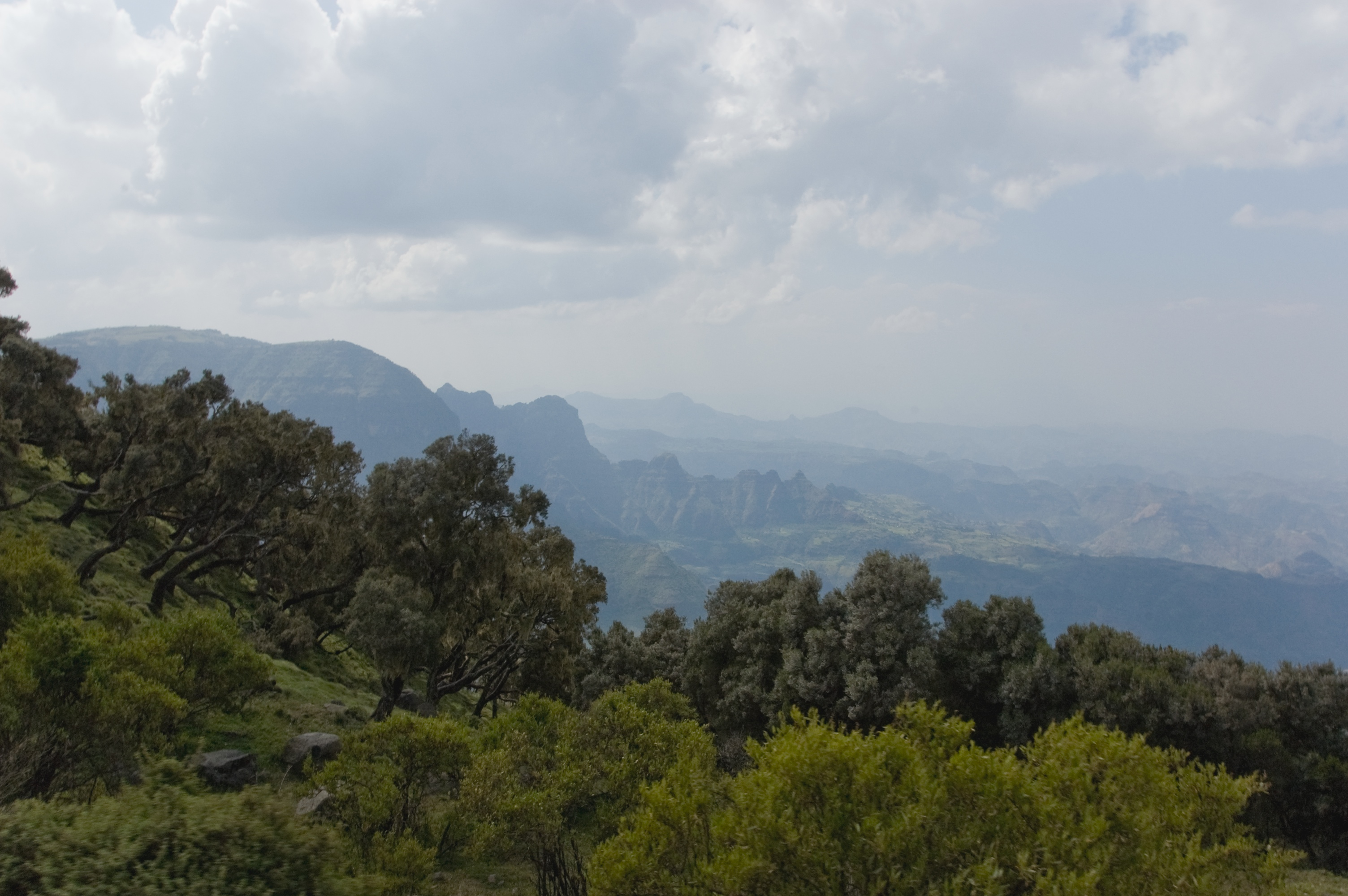
Parque nacional del Monte Simien.

- Parque nacional de Abijatta-Shalla, de 887 km², en el centro, en el valle del Rift, entre 1540 y 2075 m de altitud, incluye los lagos Abijatta y Shalla. Posee un gran número de flamencos.
- Parque nacional de Gambella, el más grande del país, con 5061 km², llano, en el oeste, en la sabana arbustiva caduca, la sabana sudanesa oriental.
- Parque nacional de Mago, de 2270 km², dividido en dos por el río Mago, afluente del río Omo, posee praderas y bosques de ribera, está habitado por numerosos grupos étnicos, entre ellos los mursi, y culmina en el monte Mago, a 2528 m.
- Parque nacional del Monte Simien, de 220 km², incluye el pico más alto de Etiopía, el monte Ras Dejen, incluye bosques alpinos entre 3000 y 3800 m, praderas, gargantas y especies amenazadas como los geladas y el caracal.
- Parque nacional de las montañas Bale, de 2220 km², con una zona a más de 4000 m de altitud, y un bosque con especies endémicas como el cercopiteco de las montañas Bale (Chlorocebus djamdjamensis).
- Parque nacional de Nechisar, de 514 km², al sudoeste, entre 1100 y 1650 m de altitud, en la falla del Rift, comprende los lagos Abaya y Chamo, con un bosque dominado por grandes sicomoros.
- Parque nacional del Omo, de 4068 km². Es el parque más remoto, en el sudoeste; está poblado por diversas etnias y se creó a raíz del descubrimiento de fósiles humanos de los hombres de Kibish.
- Parque nacional de Awash, de 756 km², en la orilla izquierda del río Awash a la salida de las montañas; bosques de acacias y praderas, con interesantes cascadas, oryx, avestruces, gacelas y kudus.
- Parque nacional de Chebera Churchura, de 1250 km², en el sudoeste. Un tercio del territorio está cubierto de bosques, en los valles, y el resto es sabana cubierta de hierba elefante, lo que permite la existencia de numerosos grandes mamíferos.
- Parque nacional de Kafta Sheraro, de 5000 km², al norte, al oeste de Tigray, atravesada por el río Tekezé. Bosque seco de montaña y la población más septentrional de elefantes (un centenar) de África oriental.
- Parque nacional de Maze, de 210 km², al oeste, entre 1000 y 1200 m de altitud, santuario del búbalo de Swayne.
- Parque nacional de Yangudi Rassa, de 4730 km², en la región de Afar, entre 400 y 1450 m de altitud, semidesértico, con praderas arboladas, zona de conflicto entre los afar y el clan somalí de los issas, se creó para proteger el asno salvaje africano.

## Etnias de Etiopía

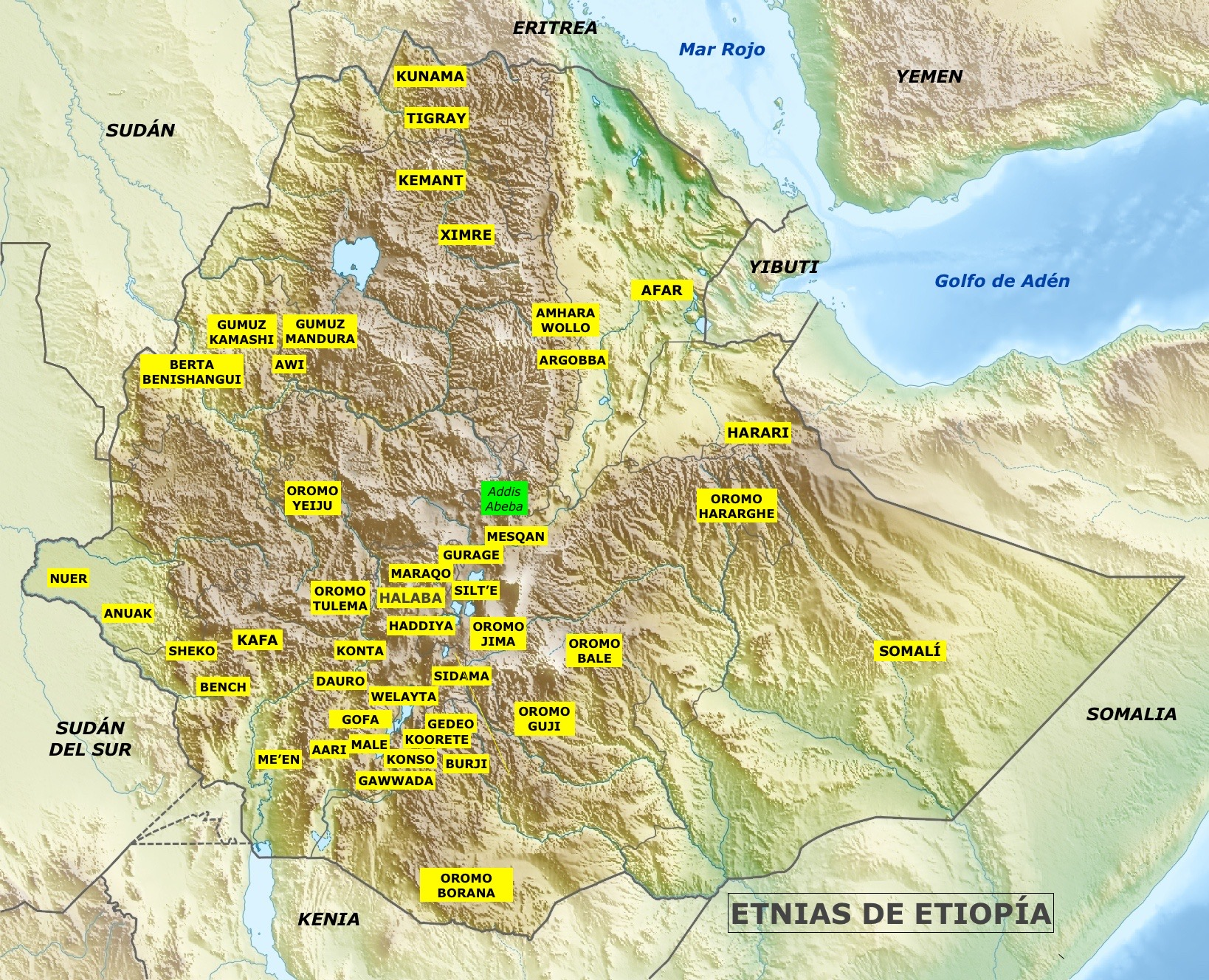
Etnias de Etiopía

La población de Etiopía es muy diversa. La mayoría hablan lenguas semíticas o cushitas. Los oromo, amhara, somalí y tigray forman más de las tres cuartas partes de la población, pero hay más de 80 grupos étnicos diferentes en Etiopía, de los que algunos tienen poco más de 10 000 individuos. El inglés es el idioma extranjero más hablado, pues se enseña en las escuelas de secundaria; por otro lado, el amhárico es el lenguaje de las escuelas primarias, pero está siendo reemplazado en muchas áreas por lenguas locales como el oromo, el somalí y el tigriña.

### Grupos étnicos más importantes

Mapa de las regiones y zonas de Etiopía

El censo está basado en estimaciones de la población en 2017. Teniendo en cuenta las subdivisiones propias de cada etnia, se cuentan unos 140 grupos étnicos distintos que suman casi 107 millones de habitantes.

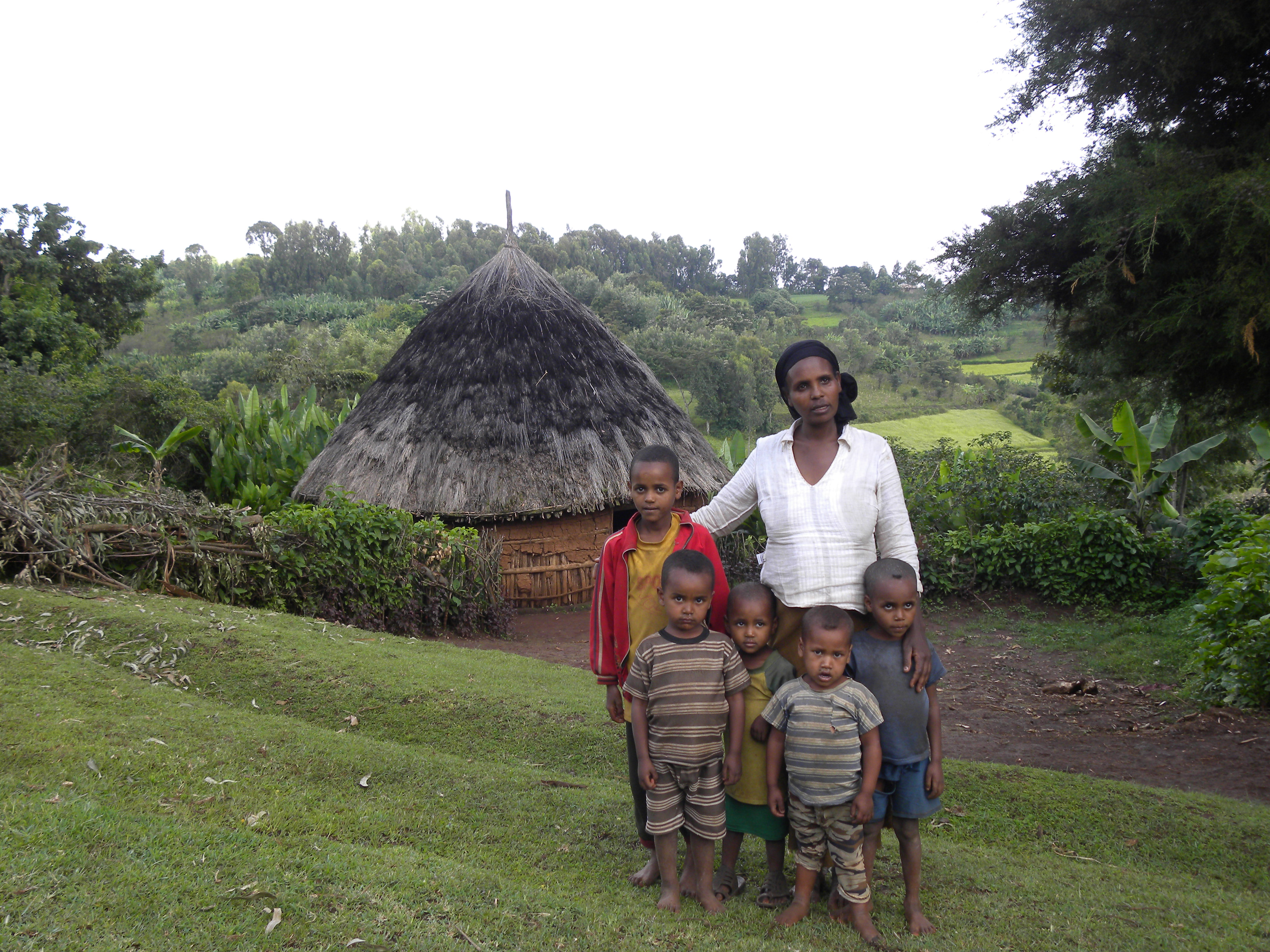
Madre kambata con sus hijos enfrente de su tuku, la choza con el tejado de paja cónico, en la zona Kembata Tembaro, de la Región de las Naciones, Nacionalidades y Pueblos del Sur en Etiopía.

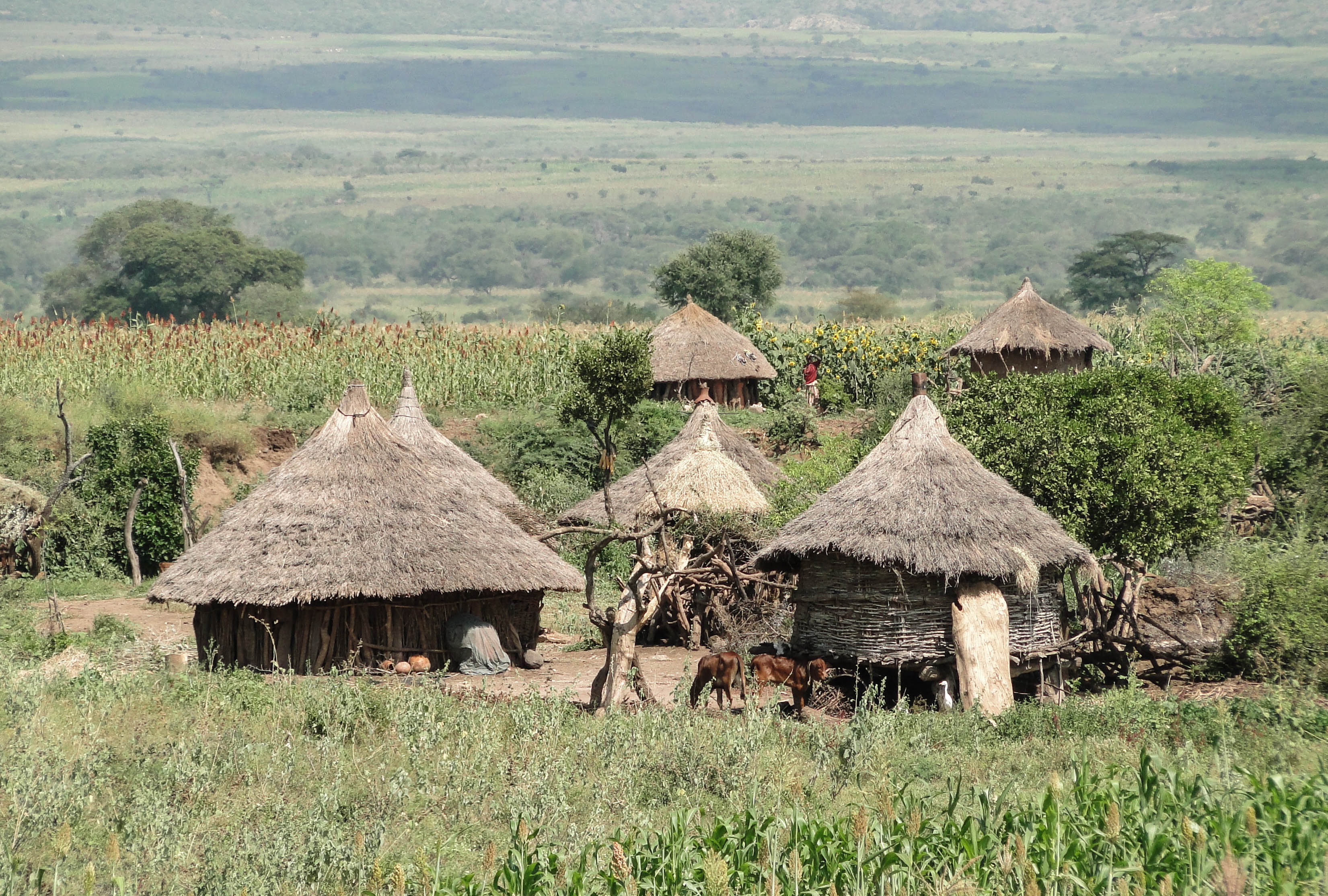
Viviendas del pueblo konso cerca de Konso, en Etiopía

- Oromo, 34,6 %, unos 35 millones.[31] Hay unos 11 subgrupos (arsi, bale, borana, jima, gujo, kereyu, hararghe, wellega, tulema, wollo y gabra) entre musulmanes, ortodoxos, evangelistas y animistas.
- Amhara, 27,1 %, 27,5 millones, cristianos, relacionados con los tigray. Viven en el norte, en la Región de Amhara. Se reclaman descendiente de Salomón y forman parte de la Iglesia ortodoxa de Etiopía. Hablan el idioma amhárico.
- Somalí, 6,1 %, 6,85 millones en Etiopía. Musulmanes en su mayoría que viven en el Cuerno de África, en Somalia, Etiopía, Yemen, Yibuti y Kenia. En total hay unos 22,5 millones de somalíes por el mundo.[32] Hay cuatro grandes grupos divididos en clanes. Los mayores grupos son los somaal y los sab. Se consideran guerreros y se enfrentan con frecuencia entre los clanes.
- Tigray, 6,1 %, 6,6 millones, cristianos. Viven en el extremo norte, en la frontera con Eritrea. relacionados con los amhara y los tigre de Etiopía y Eritrea.[33]
- Sidama, 4 %, 4,5 millones, cristianos, centro sur de Etiopía, en una zona fértil. Hablan el idioma sidamo.
- Welayta o wolaitta, 2,3 %, 2,6 millones, unos 200 clanes dividios en 2 tribus principales llamads malla y dogala. Hablan el idioma wolaiya, una lengua omótica Viven en el norte de Etiopía. Son cristianos.[34]
- Hadiya, 1,7 %, 2 millones. Hablan el idioma haddiya, que es lo que tienen en común aunque pertenecen a diversas etnias. Viven en la Región de las Naciones, Nacionalidades y Pueblos del Sur.
- Afar, 1,7 %, 1,83 millones. Viven en Yibuti, Eritrea y Etiopía. En total, son más de 2,5 millones. Están formados por dos grupos, los asaemara (rojos), en el área de Assayita, y los adaemara (blancos) en las áreas desérticas., como la llanura de Afar y el desierto de Danakil.
- Gurage, 2,5 %, 1,8 millones según el censo de 2007, divididos en tres subgrupos: oriental, occidental y septentrional, con distintos clanes: ennequor (117 000), geta o geto (87 000), gumer (100 000, cristianos), indegagn (62 000), inor (210 000), izha (108 000), kistane (169 000), muher (110 000, cristianos), chala (145 000), y grupos más pequeños. La mayoría son cristianos, aunque hay un porcentaje de musulmanes. Los gurage orientales se independizaron en 2000 para formar otro grupo, los silt'e, que son mayoría, 1 400 000 y tienen su propia zona, la zona Silte en la Región de las Naciones, Nacionalidades y Pueblos del Sur.
- Silt'e, o gurages orientales, en torno a 1 438 000 separados en 2000 de los gurage, con su propia zona en la Región de las Naciones, Nacionalidades y Pueblos del Sur. Hablan el idioma silte y están divididos en subgrupos: azernet, berbere, alichcho, wuriro, melga (o ulbareg) y silt'i (o summusilt'i). La mayoría son musulmanes.[35]
- Gamo, 1,69 millones.[36] 85 % cristianos.
- Gedeo, 1,2 %, más de 1 millón, relacionados con los oromo.
- Kafa o kafficho, 1,2 %, más de 1 millón, cristianos.